# История почты и почтовых марок Святой Горы Афон
История почты и почтовых марок Афона — Автономного монашеского государства Святой Горы (греч. Αυτόνομη Μοναστική Πολιτεία Αγίου Όρους) — началась в 2008 году, когда соответствующая почтовая администрация получила автономию и приступила к выпуску полноцветных тематических марочных серий, посвящённых связанным с Афоном историческим событиям и персонам, архитектуре и реликвиям афонских монастырей, природе региона.
Однако с конца XIX века почтовые марки для использования на территории Святой Горы Афон эпизодически выпускались несколькими другими эмитентами — в частности, османской и заграничной русской почтой. Попытки специальных эмиссий для Афона предпринимались в ходе Первой мировой войны и оккупационными властями Британской империи и Греции.
Позже (с 1927 года) тема Святой Горы Афон оказалась широко представлена на официальных почтовых марках Греции, в том числе периода её собственной оккупации нацистской Германией в годы Второй мировой войны.

## Святая Гора Афон
Расположена на крайней восточной оконечности полуострова Халкидики на севере Греции на Афонском полуострове длиной 57 км, шириной от 8 до 12 км и площадью в 332 км². С VII века н. э. там находится объединяющая ныне 20 мужских монастырей православная монашеская республика, автономная теократия Константинопольского патриархата.
C 1430 года Афон оказался под властью Османской империи, но, как и ранее, продолжал пользоваться самоуправлением. Политический суверенитет Греции над полуостровом был закреплён в 1926 году. К этому времени относятся законодательное признание Грецией утверждённой в мае 1924 года Священным Кинотом «Уставной хартии Святой Горы Афонской» и принятие монахами греческого гражданства. Ныне государство на Афоне представляет губернатор, находящийся в подчинении МИД Греции.
Нынешнее население Святой Горы составляют более 2 тысяч монахов. Имеются представительные сербская, болгарская, русская, румынская общины, однако приток монахов негреческого происхождения на Афон постепенно ограничивается 10 % (сейчас этот процент выше).
Ежегодно Афон принимает более 1 млн туристов. Женщины на его территорию не допускаются.

## Почтовые марки

### Обращение
В соответствии с соглашением, заключённым Греческой почтой (греч. Ελληνικά Ταχυδρομεία) со Священным Кинотом Афона, с мая 2008 года начат выпуск в свет особых почтовых марок для использования в двух почтовых отделениях, находящихся в пределах Святой Горы, — в Каре́е, столице монашеской автономии, и в порту Дафни у подножия горы.
Эти знаки почтовой оплаты продаются для оплаты почтовых услуг только в отделениях на территории Афона и действительны как для внутренней, так и для международной корреспонденции. Допускаются смешанные франкировки с обычными марками Греции. Почтовые марки Святой Горы Афон выпускаются тематическими сериями и имеют номиналы от €0,30 до €4,00. Тираж каждой серии не превышает 60 тысяч полных комплектов.

### Вид
По словам главы филателистической службы Греческой почты Василиоса Лукаса, целью эмиссий особых марок Святой Горы Афон является повышение всемирной узнаваемости этого уникального места, истории, архитектуры его монастырей, их реликвий, самобытного образа жизни их насельников, флоры, фауны и природных красот региона. На самой первой почтовой марке Святой Горы, выпущенной 16 мая 2008 года и имеющей номинал €0,40  (Sc #1), изображён византийский император Никифор II Фока.
Как правило, каждая марка Афона имеет вид вертикального прямоугольника 27 × 40 мм, по нижнему полю которого идёт надпись латиницей Agion Oros Athoc • Hellas. Между словами Athoc и Hellas помещён небольшой герб Афона, двуглавый орёл. По верхнему полю эта надпись дублируется по-гречески (без добавления слова «Греция»), там же указывается и год выпуска, а номинал в евро находится в одном из углов рисунка марки. С 2008 по 2016 год почтовой администрацией Святой Горы Афон выпущены следующие серии:
- 2008 — историческое начало Афона;
- 2008 — монастыри Афона;
- 2009 — Священный Кинот (горизонтальные, 40 × 27 мм);
- 2009 — ежедневная духовная жизнь;
- 2010 — флора, фауна, природа Афона;
- 2011 — монастырская каллиграфия, буквицы;
- 2012 — соборы монастырей;
- 2013 — миниатюры, украшения манускриптов;
- 2014 — вышивка;
- 2015 — резьба по дереву;
- 2016 — монастырские барельефы[14].

Ежегодно выпускается 20—25 почтовых марок. Каждая снабжена отделяемым от неё перфорацией узким левым вертикальным купоном со стилизованной тиснёной надписью Αγίου Όρους в его верхней или нижней части — их так, с купонами, и коллекционируют аналогично почтовым маркам Израиля. Марки печатаются офсетным способом в листах по 16 штук с зубцовкой 13.
Греческая почта и её дилеры распространяют эту продукцию в годовых наборах (в том числе в люкс-альбомах), листах, квартблоках, отдельными сериями, поштучно, а также на картмаксимумах и конвертах первого дня (КПД) со спецгашениями.

### Статус
Отдельного членства во Всемирном почтовом союзе (ВПС) у почтовой администрации Афона нет, её интересы там представляет Греческая почта. Она же осуществляет все почтовые операции в автономии, включая собственно выпуск и распространение марок.
Однако почтовая администрация Святой Горы пользуется независимым членством в учреждённой ВПС Всемирной ассоциации по развитию филателии (ВАРФ) и, как следствие, с момента начала выпуска своих почтовых марок (2008) является участницей Системы нумерации ВАРФ — ведущегося под контролем ВПС и ВАРФ проекта по учёту официальных выпусков знаков почтовой оплаты почтовых администраций всех стран мира.
Выпуск Греческой почтой почтовых марок Святой Горы Афон вызвал неодобрение организаций филателистов страны — Греческой филателистической федерации (Ελληνική Φιλοτελική Ομοσπονδία) и Филателистического общества Греции — из-за признаков спекулятивности. Почтовая администрация Афона не имеет представительства в Международной федерации филателии (ФИП), несмотря на то, что ФИП является соучредителем ВАРФ. Впрочем, греческие филателистические организации не запрещают своим членам торговать почтовыми марками Святой Горы Афон.

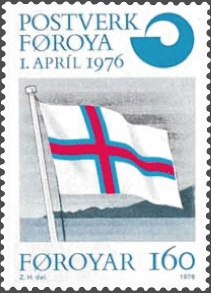
Флаг островов на марке Фарер(Mi #22)

Особые почтовые марки для Афона не являются уникальным случаем в мире: аналогичные марки выпускаются для своих зависимых территорий и некоторыми другими почтовыми администрациями. Например, почта Португалии с 1980 года эмитирует марки для её автономий Азорские острова и Мадейра. С 1975 года датская почта начала выпуск марок Фарерских островов, а почта Финляндии с 1984 года — марок Аландских островов. Гренада с 1973 года распространяет знаки почтовой оплаты собственной автономии Карриаку и Малый Мартиник, а Великобритания — коронных земель Гернси (с 1969), Джерси (с 1969) и острова Мэн (с 1973), и так далее.
Особенности и статус таких марок могут отличаться. Так, в Португалии или на Гренаде они допускаются к франкировке почтовой корреспонденции по всей стране, а в Великобритании — нет. Почтовые марки Мальтийского ордена, которые он выпускает с 1966 года, допущены к обращению по всей территории Италии с 2004 года, хотя Орден до сих пор не является членом Всемирного почтового союза.

## Предыстория
С конца XIX века почтовые марки для использования на территории Святой Горы Афон эпизодически выпускались несколькими эмитентами. В каталогах почтовых марок эти выпуски не сгруппированы и находятся и нумеруются в разделах соответствующих стран, то есть отдельно от Agion Oros Athos.

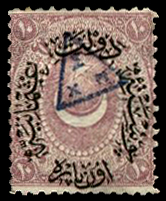
Надпечатка Χ/Σ/Π

### Османская почта
В находившемся до 1912 года под властью Османской империи Салоникском вилайете, как и в остальных её регионах, до середины XIX века не существовало гражданской почтовой службы. До вступления империи во Всемирный почтовый союз в 1874 году её почтовая сеть не имела регулярной связи с почтовыми ведомствами других стран.
Османская почта с 1868 года использовала в отделении на Святой Горе Афон стандартные марки своих общеимперских выпусков, причём в 1873—1882 годах с надпечаткой небольшого равностороннего треугольника с тремя инициалами имени начальника почтового отделения по углам — Χ/Σ/Π (Хаджи Сотирис Петропулос, греч. Χατζη Σωτήρης Πετρόπουλος). Каталог «Скотт» упоминает о надпечатке, но отдельных номеров таким маркам не присваивает.
Письма с Афона за границу обычно отправлялись частным порядком через капитанов и персонал заходивших в порты кораблей. Слабое развитие местной почтовой связи привело основные великие державы к пониманию необходимости учредить в Османской империи собственную почту, сети своих заграничных почтовых отделений. В частности, на рубеже XIX—XX веков последние были открыты и в порту Салоники, ближайшем крупном городе к Святой Горе.

### Русская почта
В 1870 году в Карее, столице православной автономии на Афоне, Русским обществом пароходства и торговли (РОПиТ) было создано отделение Русской почты в Османской империи. Спустя несколько лет появилось ещё одно, в порту Дафни. Русская почта стала первой иностранной на Афоне: на тот момент монахи-россияне составляли самую многочисленную местную общину (3615 человек), опережая даже греческую (3207 человек).

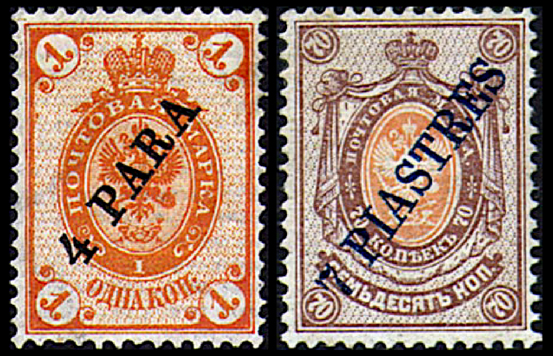
Русский Левант(Sc #27 и 36)

До 1900 года там принимались отправления, франкированные стандартными почтовыми марками Русского Леванта с надписью «Восточная корреспонденція». С августа 1900 года стали применяться марки России с надпечатками по диагонали номинала в турецкой валюте — парах и пиастрах.
В 1909 году РОПиТ выпустило к полувековому юбилею своей ближневосточной почты серию из девяти специальных почтовых марок с дизайном, аналогичным общеимперскому стандарту, но с изображением парохода и юбилейных дат в центре вместо государственного герба. Марки надпечатывались номиналом в турецкой валюте и названиями каждого зарубежного отделения РОПиТ по-французски — в том числе Mont-Athos («Гора Афон»). Второй выпуск этой серии (1910) имел русскоязычные надпечатки — «С. Аѳонъ».
Всего было выпущено 17 различных номиналов  (Sc #101—117). Эти почтовые марки стали хронологически первыми в почтовой истории Афона. Они были изъяты из обращения в 1911 году и заменены стандартными марками России с надпечаткой стоимости в турецкой валюте.
Все иностранные почтовые отделения на Святой Горе Афон были официально закрыты в 1913—1914 годах после оккупации полуострова Халкидики Грецией в ходе Первой Балканской войны. Однако русская почта на Афоне продолжала свою работу неофициально, по крайней мере, до конца 1917 года.

### Эссе Антанты
Во время Первой мировой войны зимой 1915—1916 годов страны Антанты рассматривали вопрос о превентивной оккупации Святой Горы Афон для обеспечения защиты восточного фланга расположившихся в Салониках союзных войск: у руководства Королевского ВМФ были подозрения, что Афон служит или может послужить базой для подводных лодок кайзерлихмарине.
В ходе подготовки к вторжению союзных сил на Афон на борту британского гидроавианосца «Арк Ройял» был изготовлен тираж почтовых марок, предназначавшийся для удовлетворения почтовых нужд монашеской общины автономии, его планировалось пустить в оборот 25 января 1916 года. Предполагалось предоставить Святой Горе Афон почтовую самостоятельность.

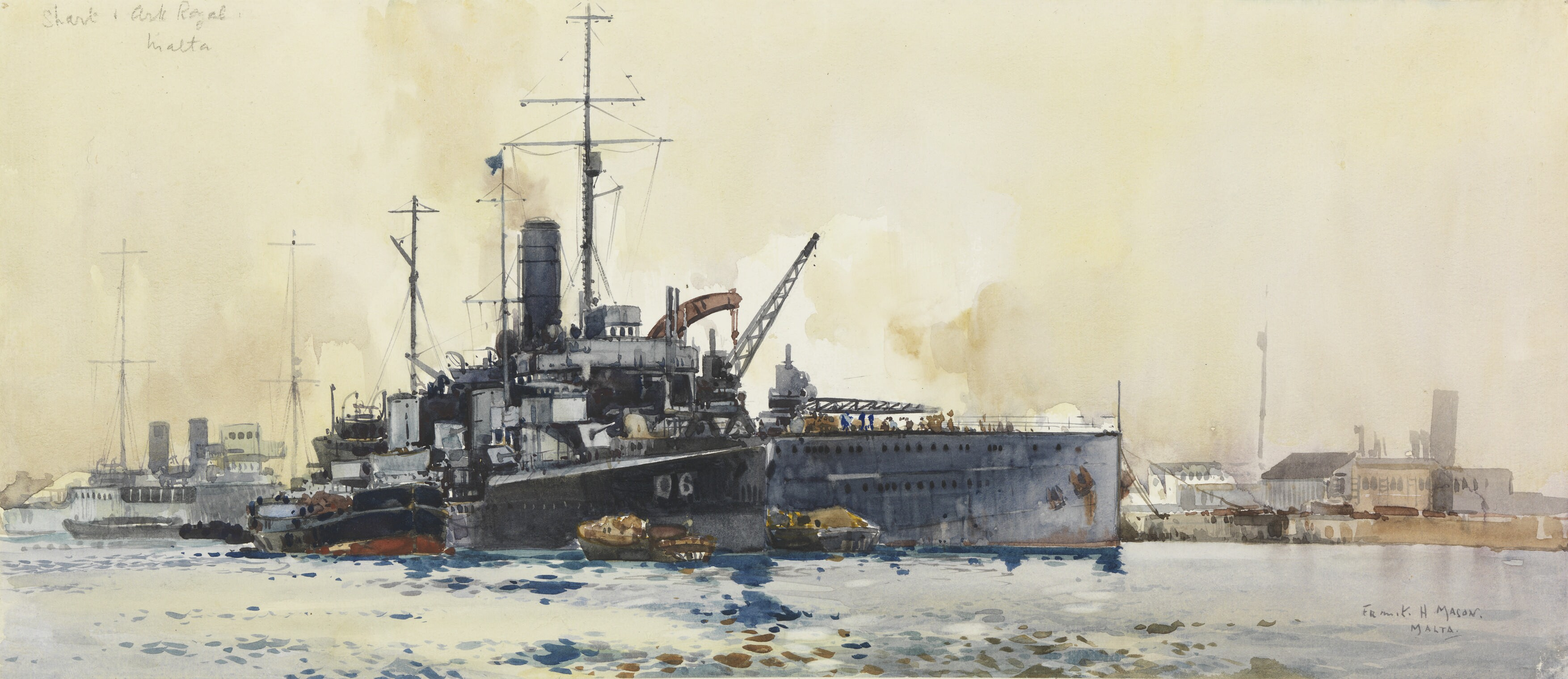
Гидроавианосец Королевского ВМФ «Арк Ройял»

Марки квадратной формы печатались фотографическим способом чёрной краской на бумаге нескольких цветов в листах 3 × 4 штуки без перфорации. Вся серия имела единый рисунок: византийский двуглавый орёл с мадонной и младенцем в овальном медальоне на груди. По трём сторонам квадратной рамки вокруг орла — надпись «СВ. ГОРА АѲОNЪ» на трёх языках: русском, греческом и английском. По четвёртой её стороне — слово «теократия» по-английски и по-гречески.
Серия появилась по инициативе нескольких морских офицеров экипажей кораблей Королевского ВМФ во главе с Гарри Пири-Гордоном (англ. Harry Pirie-Gordon) и производилась на их средства. Она состояла из шести номиналов в трёх валютах, номинал указывался по углам марки — в двух нижних в британских пенсах или шиллингах, слева вверху в российских копейках, справа вверху в греческих лептах:
| \| Номинал \| Размер, мм \| Цвет бумаги \| \| ------------------------------ \| ---------- \| ----------------------------- \| \| ½ пенни, 2 копейки, 5 лепт \| 21 × 23 \| зеленовато-голубой \| \| 1 пенни, 4 копейки, 10 лепт \| 22 × 24 \| карминовый \| \| 2½ пенса, 10 копеек, 25 лепт \| 21 × 23 \| коричнево-розовый или голубой \| \| 4½ пенса, 18 копеек, 45 лепт \| 26,5 × 29 \| розовый или жёлтый \| \| 6 пенсов, 24 копейки, 60 лепт \| 22 × 24 \| сиреневый \| \| 1 шиллинг, 48 копеек, 120 лепт \| 26,5 × 29 \| жёлтый или розовый \| |            |                               |
| Номинал | Размер, мм | Цвет бумаги                   |
| ½ пенни, 2 копейки, 5 лепт | 21 × 23    | зеленовато-голубой            |
| 1 пенни, 4 копейки, 10 лепт | 22 × 24    | карминовый                    |
| 2½ пенса, 10 копеек, 25 лепт | 21 × 23    | коричнево-розовый или голубой |
| 4½ пенса, 18 копеек, 45 лепт | 26,5 × 29  | розовый или жёлтый            |
| 6 пенсов, 24 копейки, 60 лепт | 22 × 24    | сиреневый                     |
| 1 шиллинг, 48 копеек, 120 лепт | 26,5 × 29  | жёлтый или розовый            |

Идея планировавшейся оккупации Святой Горы Афон была заблокирована российскими союзниками по Антанте, и она не состоялась. Несмотря на наличие нескольких официально прошедших британскую полевую почту филателистических конвертов, франкированных полной серией этих марок, каталоги относят её к разряду «подготовленных к выпуску, но не выпущенных» (эссе). Основная часть тиража позже была уничтожена.
Примечательно, что организовавший описанную марочную эмиссию несостоявшийся глава оккупационных властей Афона Гарри Пири-Гордон был спустя месяц назначен руководителем британской военной администрации захваченного острова Лонг-Айленд в центре османского залива Измир, где выпустил для местных почтовых нужд новую серию марок, напечатанных на пишущей машинке. Эта серия также не была авторизована британской почтой.

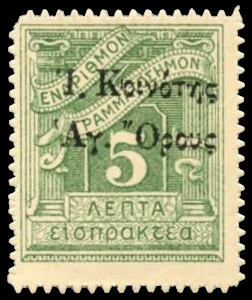
Доплатная марка выпуска 1902 года

### Греческие надпечатки
В течение 1916 года на почтовых и доплатных марках Греции, в том числе выпущенных в 1912—1913 годах для оккупированных и в дальнейшем присоединённых ей в ходе войны османских территорий Эгейской Македонии, Эпира и островов Эгейского моря (так называемой «Новой Греции»), были сделаны надпечатки с текстом «Священный Кинот Святой Горы» (греч. Ι. Κοινότης Αγ. Όρους).
Надпечатки были двух типов: горизонтальная и вертикальная (на марке номиналом в 20 лепт). Марки предназначались греческими властями для местного почтового обращения на Афоне. Как отмечает каталог греческих почтовых марок Карамитсоса Hellas, целью выпуска были политические соображения.
Однако решение об эмиссии было отменено, и марки не поступили в обращение. В 1930-е годы бо́льшая часть их тиражей была сожжена.

## Тема Афона на марках Греции
Первая посвящённая Афону почтовая миниатюра Греции увидела свет в 1927 году — это была зелёно-голубая марка номиналом 25 лепт с изображением монастыря Симонопетра (Sc #324). В 1939 году была издана чёрно-зелёная марка авиапочты номиналом 4 драхмы с изображением самолёта над Симонопетрой (Sc #C39). В 1942 году подконтрольная германским оккупационным властям администрация выпустила серию с ландшафтами различных городов Греции, на двух марках которой (чёрная номиналом 100 драхм и синяя — 200 драхм) появился афонский монастырь Пантократор  (Sc #444, 445).
В 1961 году в рамках серии, иллюстрирующей туристические достопримечательности Греции, была издана почтовая марка цвета индиго номиналом 8 драхм, посвящённая монастырю Дионисиат (Sc #705). Спустя два года почта Греции выпустила многокрасочную восьмимарочную серию к 1000-летию автономии Святой Горы Афон. Она состоит из следующих марок:
- 30 лепт — вход в Ватопедский монастырь (Sc #770);
- 80 лепт — монастырь Дионисиат (Sc #771);
- 1 драхма — церковь Протатон в Карее (Sc #772);
- 2 драхмы — монастырь Ставроникита (Sc #773);
- 2,50 драхмы — обложка Евангелия Никифора II Фоки (Sc #774);
- 3,50 драхмы — фреска св. Афанасия Афонского (Sc #775);
- 4,50 драхмы — Богоявление, манускрипт XI в. (Sc #776);
- 6 драхм — монастырь Великая Лавра (Sc #777).

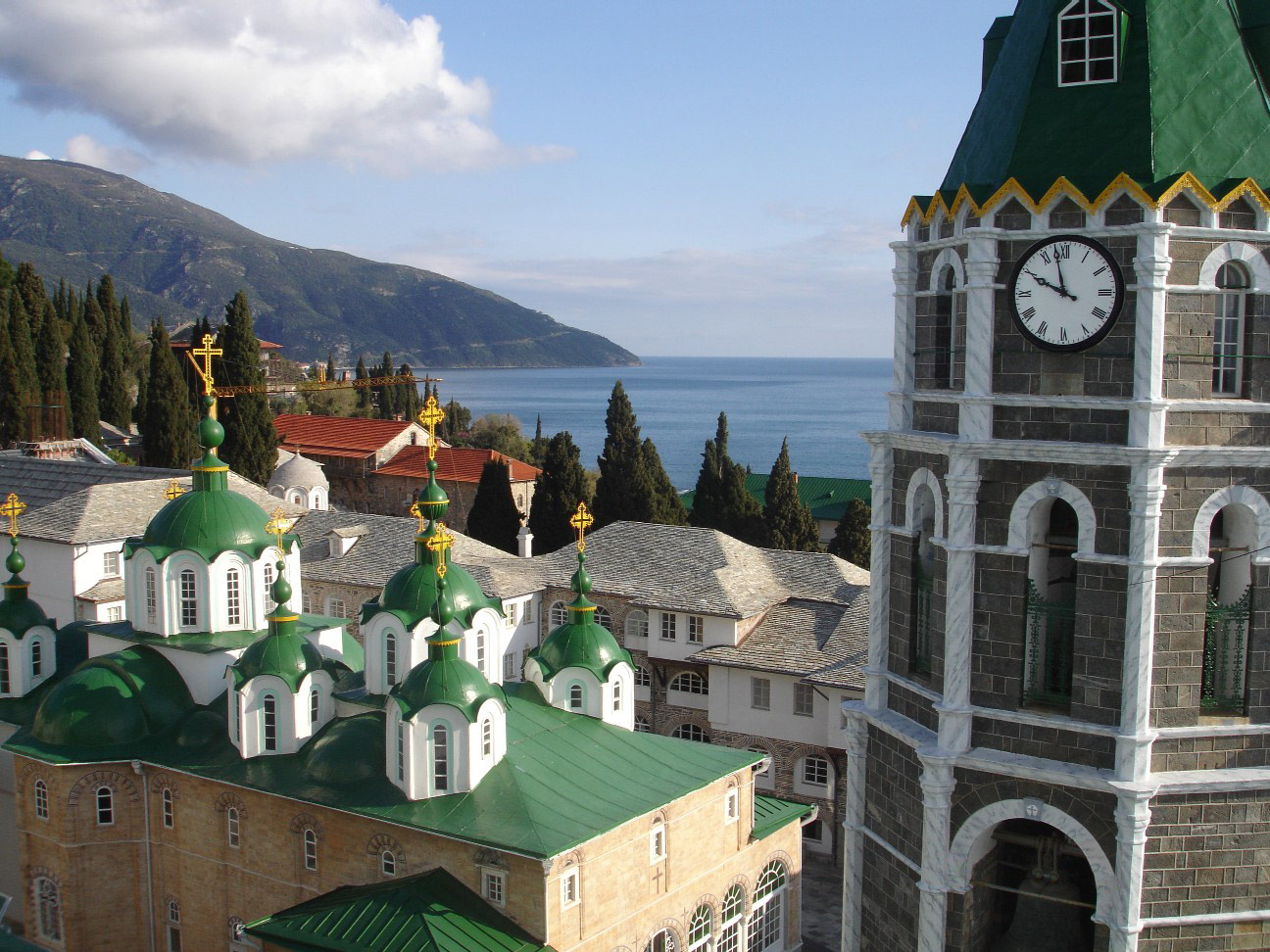
Колокольня и главный храм Пантелеимонова монастыря — русской общины на Афоне

В 1971 году в рамках полноцветной серии, приуроченной к 150-летию греческой борьбы за независимость 1821 года, вышла марка номиналом 0,5 драхмы с портретом ректора школ Ватопедской лавры Евгения Вулгариса (Sc #1007). В следующем году свет увидела многокрасочная серия, посвящённая храмам Греции, — и в ней марка номиналом 8,50 драхмы с изображением афонского монастыря Святого Павла (Sc #1037).
В 1976 году вышли две полноцветные рождественские почтовые марки номиналами 4 и 7 драхм с миниатюрами из манускриптов монастыря Эсфигмен (Sc #1191, 1192), а спустя два года — ещё две марки тех же номиналов к Рождеству с иконами XVI в. Ставроникитского монастыря, Дева Мария с Иисусом и Крещение Господне (Sc #1283, 1284). В 1979 году увидела свет марка номиналом 4 драхмы с портретом монаха Космы Этолийского, посвящённая 200-летию со дня его памяти (Sc #1320), а в 1981 году — девятидрахмовая марка с изображением Симеона Солунского (Sc #1411).
Греческая почта устраивает тематические филателистические выставки посвящённых Святой Горе Афон почтовых марок.